# 3e escadre de chasse
Pour les articles homonymes, voir 3e escadre.
La 3e escadre de chasse est une unité de combat de l'Armée de l'air et de l'espace française volant sur Mirage 2000D depuis la base aérienne 133 Nancy-Ochey dans le département de Meurthe-et-Moselle.
Créée le 1er janvier 1944, elle est dissoute le 23 juin 1995 puis reformée le 5 septembre 2014.

## Historique

### Seconde Guerre Mondiale
La 3e escadre de chasse est formée le 1er janvier 1944 au sein des Forces aériennes françaises libres (FAFL) sous les ordres du commandant Monraisse. Elle est constituée des GC I/4 Navarre, I/5 Champagne et III/6 Roussillon et vole sur P-39N Airacobra. Le Champagne reçoit la visite du général de Gaulle sur son terrain d'Oran-La Senia le 13 avril 1944. En mai 1944, l'escadre passe sur P-39Q.

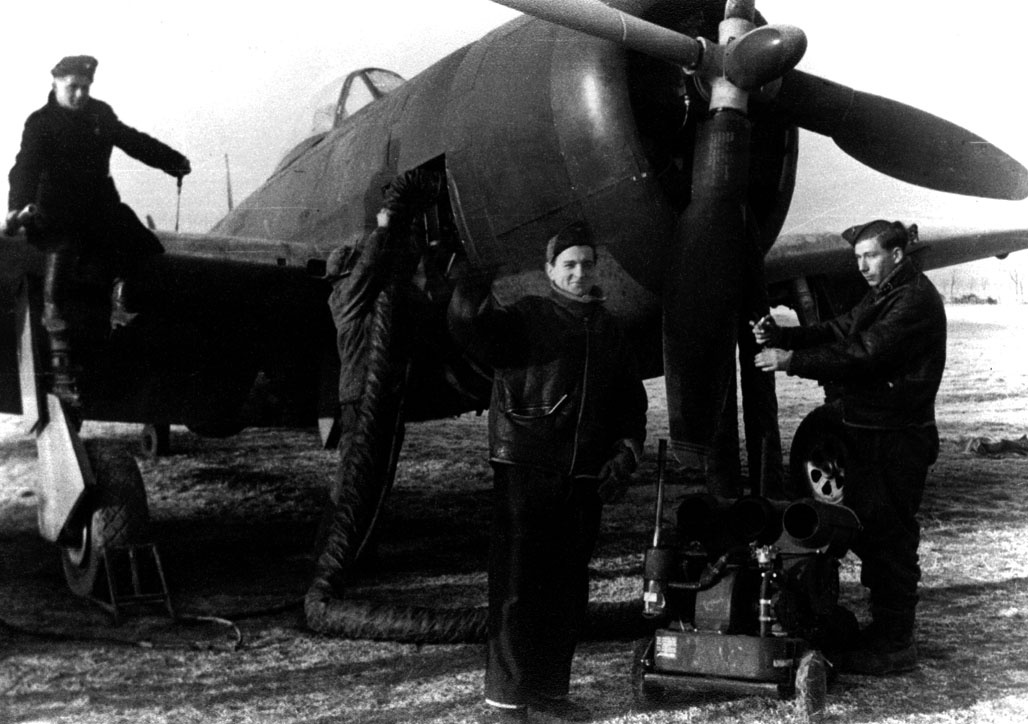
P-47 du 3/3 Ardennes.

Le I/4 Navarre est temporairement rattaché à la 4e escadre de chasse le 1er juin 1944. Il rejoint la 3e EC le 7 décembre 1944. Entretemps, il passe sur P-47 Thunderbolt.
En contre-partie, entre le 17 juillet et fin octobre, l'escadre est renforcée par le GC III/3 Ardennes sur P-47 lui aussi.
Après le débarquement de Provence, l'escadre rejoint la métropole et se pose sur le terrain de Salon-de-Provence le 30 septembre. Elle repart rapidement vers le terrain de Vallon située à une dizaine de kilomètres.
Le 1er corps aérien français regroupant les 1re, 3e et 4e escadres de chasse est formé le 1er décembre 1944.
Les escadrons Navarre et Champagne sont basés sur le terrain d'Ambérieu-en-Bugey. L'escadre rejoint Dole vers fin décembre.
Le Champagne perd son chef, le commandant Marin la Meslée le 4 février 1945.
L'escadre rejoint la région de Bordeaux à partir du 12 avril 1945 pour participer au nettoyage de la poche de Royan.
Elle repart vers l'est le 23 avril pour s'installer sur le terrain d'Entzheim près de Strasbourg.
La 3e escadre effectue ses dernières missions de guerre le 1er mai 1945, le mauvais temps empêchant ensuite ses P-47 de voler jusqu’à la signature de l'armistice, le 8 mai 1945.
L'escadre vole au-dessus des Champs-Élysées le 9 mai 1945.

### Allemagne
Après quelques mois en Alsace, l'escadre s'installe sur le terrain de Trêves en Allemagne. Elle y reste vingt-et-un mois avant de rejoindre Friedrichshafen fin mai 1947.
Les escadrons changent de désignation le 1er juillet 1947 en devenant les GC.1/3 Navarre et GC.2/3 Champagne.
En juin 1948, les pilotes partent pour se former sur Spitfire Mk.IX sur le terrain de La Senia, base de la 1re escadre de chasse.
Le 1er août 1948 une prise d'armes se tient pour célébrer le départ de l'escadre vers l'Indochine.

### Indochine
Le Navarre embarque le 3 septembre 1948 sur le Pasteur et arrive à la fin du mois en Indochine à Haiphong. Il récupère les Spitfire à bout de souffle laissés par les pilotes de la 4e escadre de chasse. La 1re escadrille (SPA 95) s'installe sur le terrain de Hanoi Gia Lam. La 2e escadrille s'installe quant à elle sur le terrain de Saigon Tan Son Nhut.
Le Champagne débarque à son tour en Indochine le 28 décembre 1948. Son PC est installé à Nha Trang, la 1re escadrille est basée à Tourane et la 2e escadrille à Tan Son Nhut.
La 5e escadre arrive en Indochine à partir de fin juillet 1949 pour prendre la relève de « la 3 ». Le 1/3 embarque sur le Champollion fin novembre 1949 pour rentrer en France, suivi par le 2/3 en avril 1950.

### Les premiers jets
À son retour d'Indochine, l'escadre se reforme sur la base de Reims. Ses pilotes vont à Mont-de-Marsan pour effectuer leur transition sur Vampire.
Le 1er septembre 1950, les groupes de chasse prennent leur désignation actuelle d'escadron de chasse.
En février 1951, « la 3 » passe sur Republic F-84E Thunderjet, le dernier vol sur Vampire ayant lieu le 29 mars. L'escadre vole également sur la version F-84G.
Le 1er janvier 1953, l'escadre gagne un escadron supplémentaire avec l'activation de l'escadron de chasse 3/3 Ardennes.
Les premiers F-84F Thunderstreak volent avec la 3 le 4 mai 1955, les trois escadrons étant équipés fin mai 1956.

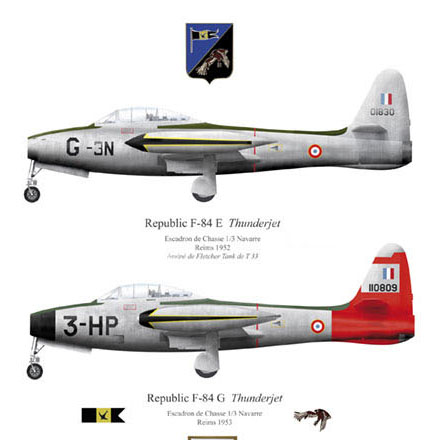
F-84G du 1/3 Navarre
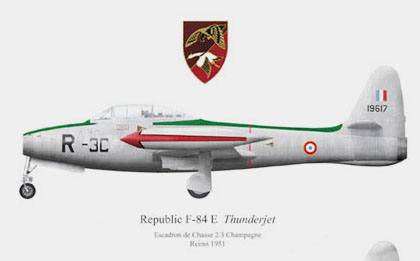
F-84E du 2/3 Champagne
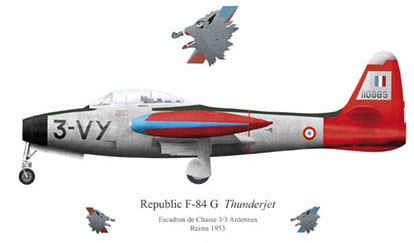
F-84G du 3/3 Ardennes

### Suez

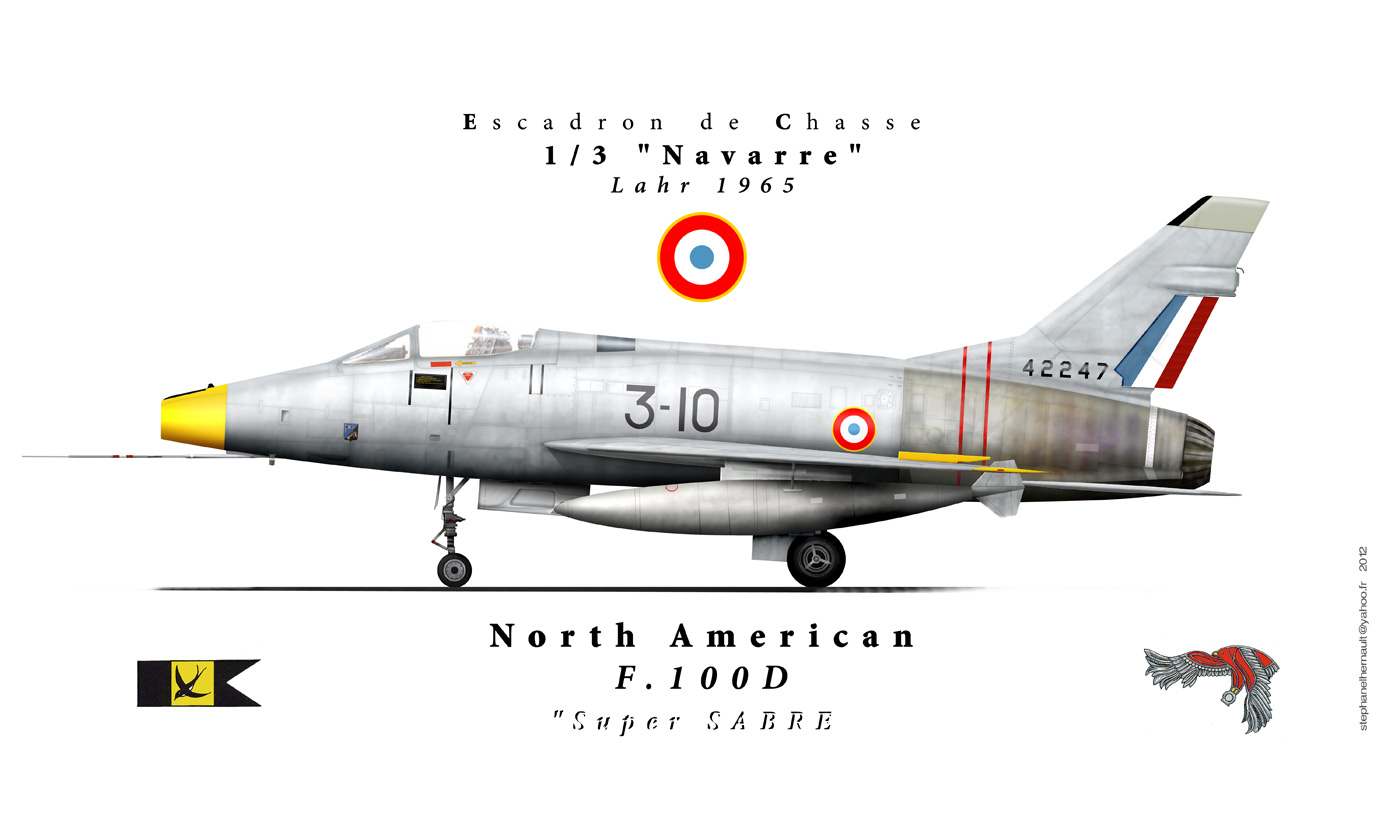
F-100D du 1/3 Navarre à Lahr en 1965.

La 3e escadre a joué un rôle important au cours de la crise de Suez. Vers la fin du mois de septembre 1956, des F-84F de la 3 sont déployés sur la base britannique de RAF Akrotiri sur l’île de Chypre.
Les chasseurs de la 3e escadre participent, aux côtés des F-84F de la 1re escadre de chasse et des alliés de la RAF aux opérations au-dessus de l'Égypte, en frappant tout particulièrement les bases aériennes.
Le 2/3 Champagne rejoint sa base de Nancy en novembre 1956, suivi par le 1/3 en décembre et enfin par le 3/3 Ardennes en mars 1957.

### Guerre d’Algérie
Pendant la Guerre d’Algérie, « la 3 » parraine deux escadrilles.
De mars 1956 jusqu'en juin 1957, ses pilotes volent sur les SIPA S.111 de l'EALA 1/71. En passant sur T-6, l'escadrille devient l'EALA 19/72, parrainée par « la 3 » jusqu'à la relève par la 13e escadre en juin 1958.
L'EALA 4/72 est quant à elle parrainée en partenariat avec la 9e escadre de juillet 1956 à septembre 1958.
Les deux escadrilles effectuent leurs missions d'appui au sol depuis les bases de Tebessa et Telergma, avec des détachements depuis Steif, Tiaret, Aflou et Bir El Alter notamment.

### OTAN

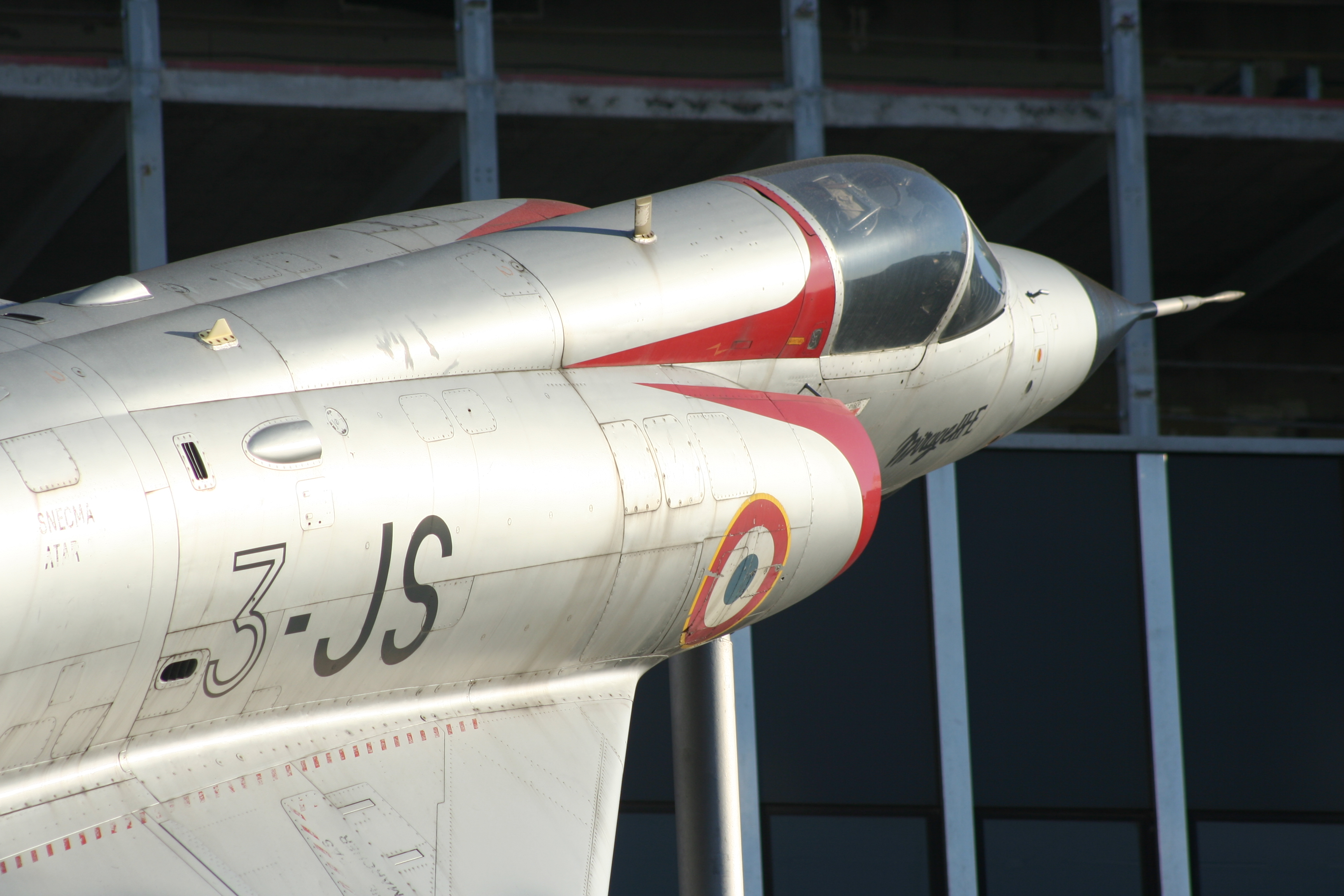
Mirage IIIE 539 aux couleurs du 3-JS de l'EC 2/3 Champagne devant l'ancien quartier général de l'Armée de l'Air à Paris Balard

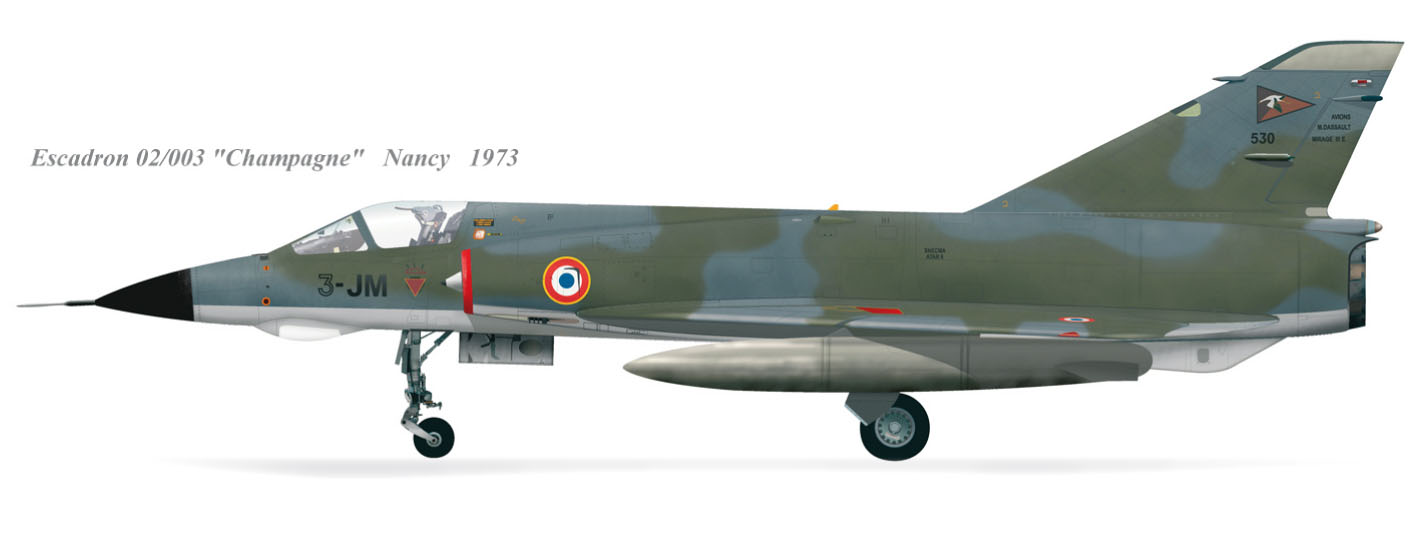
Mirage IIIE du 2/3 Champagne

Après la dissolution de l'EC 3/3 Ardennes le 15 novembre 1957, l'escadre et ses deux escadrons commencent leur transition sur F-100 Super Sabre. Les premiers Super Sabre atterrissent sur la base de Reims au début de l’année 1959.
L'escadre est rattachée à la 4e Allied Tactical Air Force (4e ATAF) de l'OTAN.
La 3e EC quitte Reims en juin 1961 et va remplacer la 13e escadre de chasse qui vient de quitter la base de Lahr en Allemagne de l’Ouest. Elle y remplit des missions d’attaque nucléaire tactique.
À partir d’octobre 1965, le Champagne commence sa transition sur Mirage IIIE suivi par le Navarre fin novembre. En passant sur Mirage IIIE, l'escadre change de mission et se consacre à la défense aérienne et à l'assaut tactique. Les pilotes assurent une alerte à cinq minutes.

### Nancy

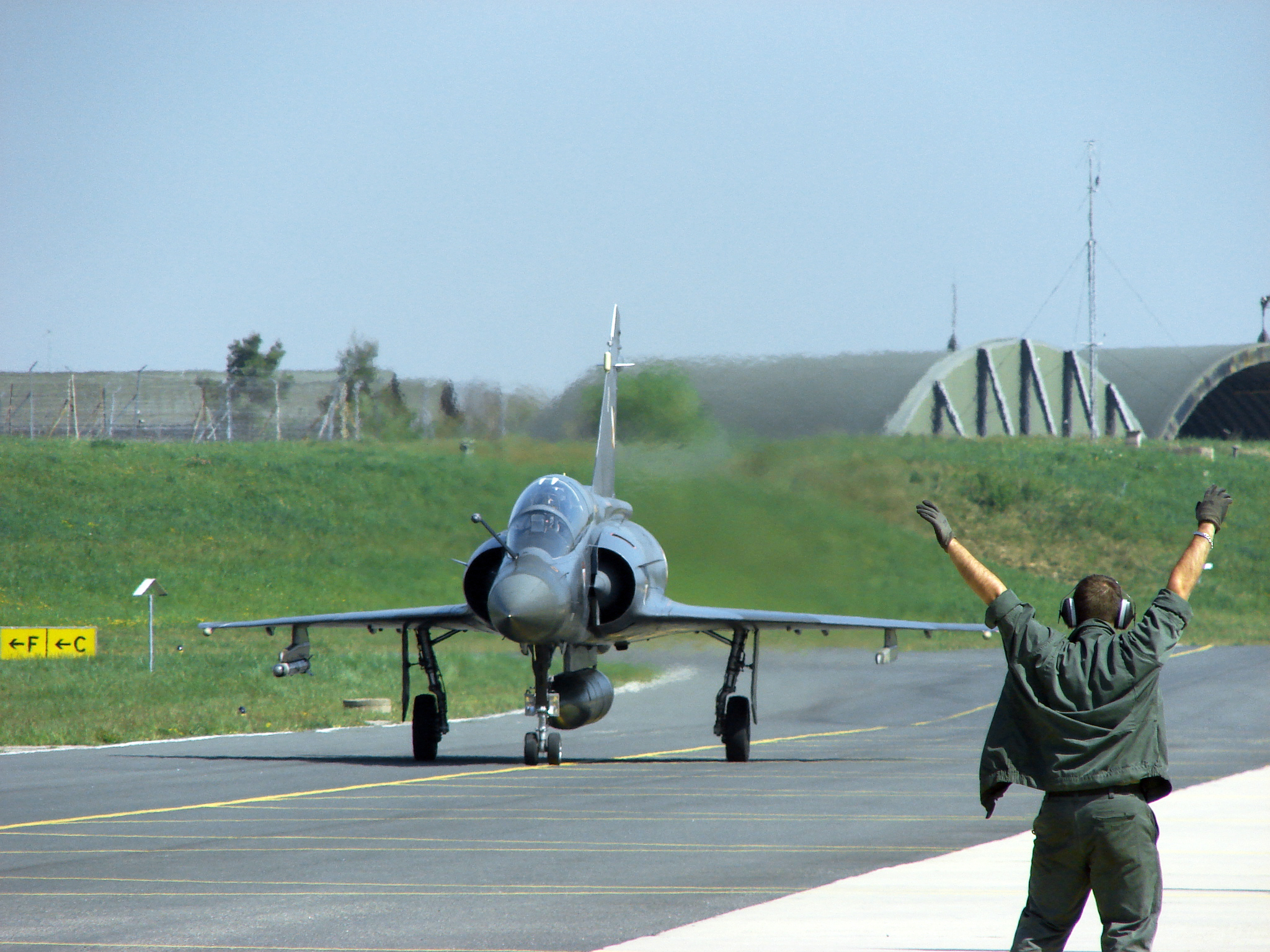
Mirage 2000D sur la base de Nancy-Ochey.

L'escadre quitte l'Allemagne en août 1967 pour venir s'installer sur sa base actuelle de Nancy-Ochey. Simultanément, elle abandonne sa mission d'appui tactique pour prendre celle de la couverture à basse altitude des bases des forces aériennes stratégiques.
En 1969, les Mirage IIIE de « la 3 » se spécialisent dans l'assaut avec le missile AS-30 ayant la défense aérienne comme mission secondaire.
En 1970, l'escadre est équipée de missiles anti-radars AS-37 Martel. Le 1er juillet 1974, l'escadron de chasse 3/3 Ardennes est activé sur Mirage 5F. Il abandonne les chasseurs delta de Dassault en avril 1977 et vole alors sur Jaguar. Il change à nouveau d'avion pour passer sur Mirage IIIE le 1er juin 1987.
La 3e escadre change d’époque le 31 juillet 1991 quand le 2/3 Champagne commence sa transition sur Mirage 2000N. Le 3/3 effectue le dernier vol sur Mirage IIIE de l’Armée de l'air le 12 mars 1993.
Les trois escadrons de « la 3 » évoluent vers leur avion actuel, le Mirage 2000D.
Avec la fin (provisoire) du niveau escadre dans l'Armée de l'air, la 3e escadre est dissoute le 23 juin 1995.
Le niveau escadre fait son retour dans l'organisation de l'Armée de l'air en 2014. La 3e escadre de chasse est l'une des premières à être reformée, le 5 septembre 2014.

### Opérations extérieures
En 2015, trois Mirage 2000D de l'escadre participent à l'Opération Chammal contre l'État islamique.
En 2024, l'escadre comporte 36 Mirage 2000D RMV (Rénové à Mi-Vie), sur un total de 48 prévus par la Loi de programmation militaire 2024-30.

## Escadrons en 2015

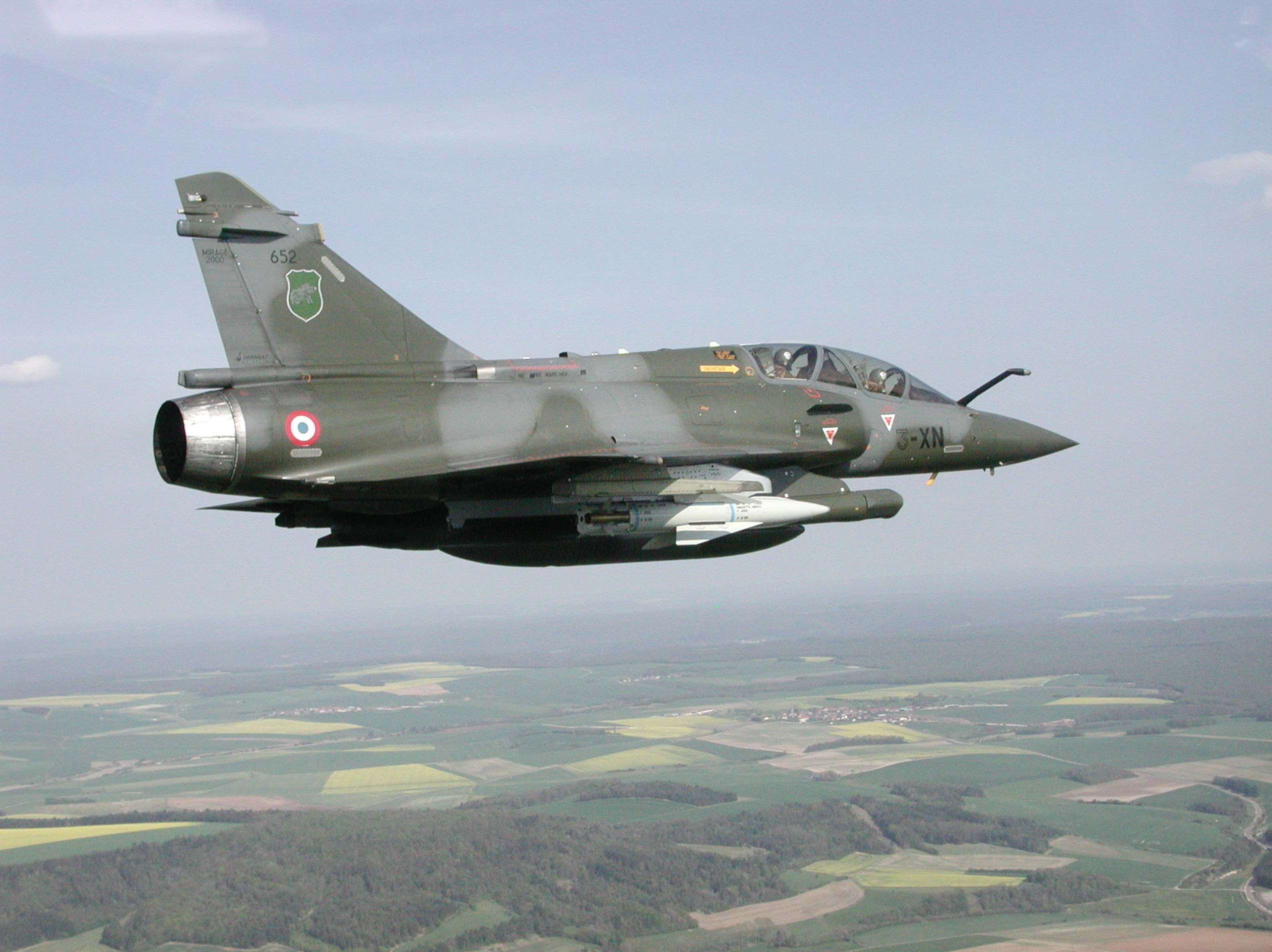
Mirage 2000D du 3/3 Ardennes.

De sa reformation le 5 septembre 2014 à 2021, la 3e escadre de chasse comporte quatre escadrons : 
- Escadron de chasse 1/3 Navarre
- Escadron de chasse 2/3 Champagne
- Escadron de chasse 3/3 Ardennes
- Escadron de transformation Mirage 2000D 4/3 Argonne jusqu'en 2021[4].

## Escadrons historiques

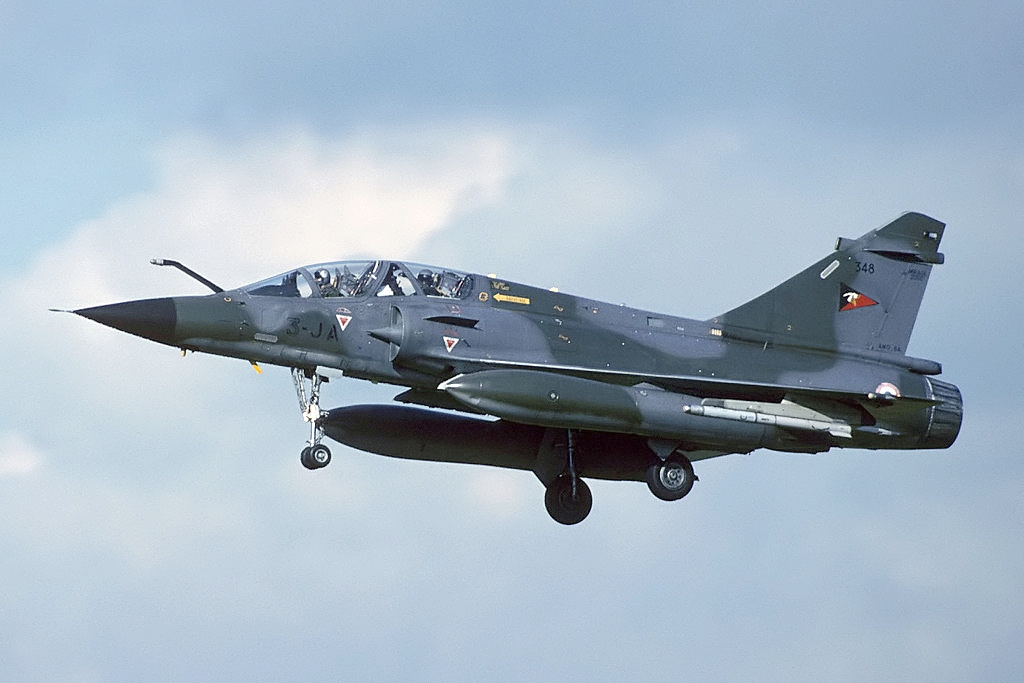
Mirage 2000N du 2/3 Champagne en 1994

### Navarre
- GC I/4 Navarre (01/01/1944 au 01/05/1944 et 07/12/1944 au 01/07/1947)
- GC I/3 Navarre (01/07/1947 au 01/11/1950)
- EC 1/3 Navarre (01/11/1950 au 23/06/1995 et depuis 05/09/2014)

### Champagne
- GC I/5 Champagne (01/01/1944 au 01/07/1947)
- GC II/3 Champagne (01/07/1947 au 01/11/1950)
- EC 2/3 Champagne (01/11/1950 au 23/06/1995 et depuis 05/09/2014)

### Ardennes

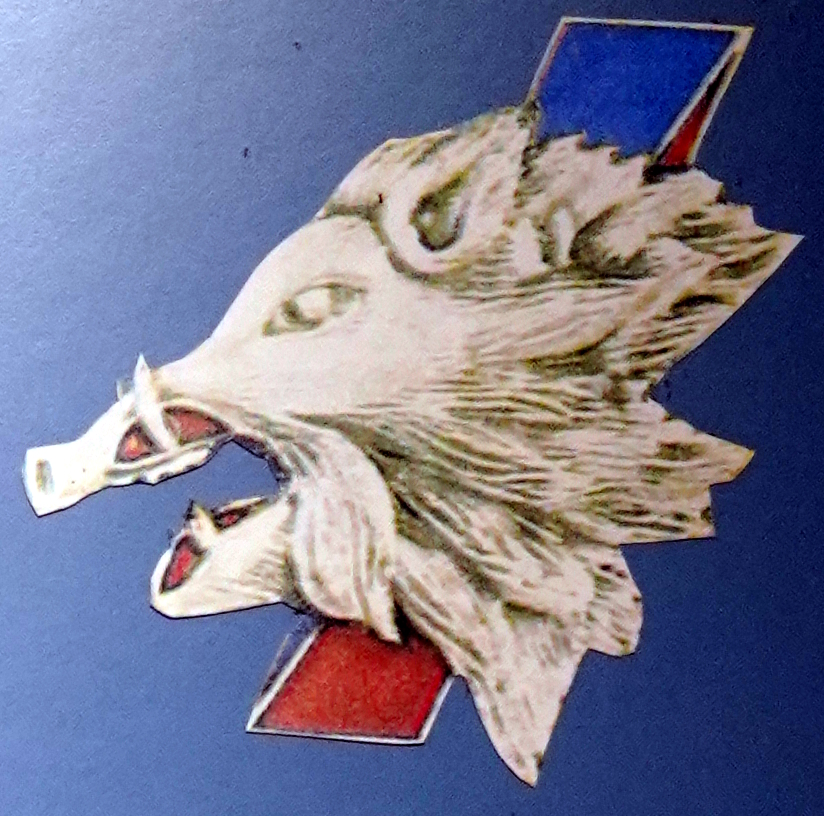
Ardennes.

- GC III/3 Ardennes (17/07/1944 au 31/10/1944)
- EC 3/3 Ardennes (01/01/1953 au 15/11/1957 et 01/07/1974 au 23/06/1995 et depuis 05/09/2014)

### Roussillon
- GC III/6 Roussillon (01/01/1944 au 01/03/1945)

### EALA
Pendant la guerre d’Algérie, la 3e escadre de chasse a parrainé deux escadrilles d'aviation légère d'appui (EALA) : 
- EALA 1/71 (01/04/1956 au 30/06/1957) renommée EALA 19/72 (01/07/1957 au 06/1958, date à laquelle le parrainage est repris par la 13e escadre de chasse)
- EALA 4/72 (01/07/1956 au 01/08/1961)

## Bases
- Trêves en septembre 1945

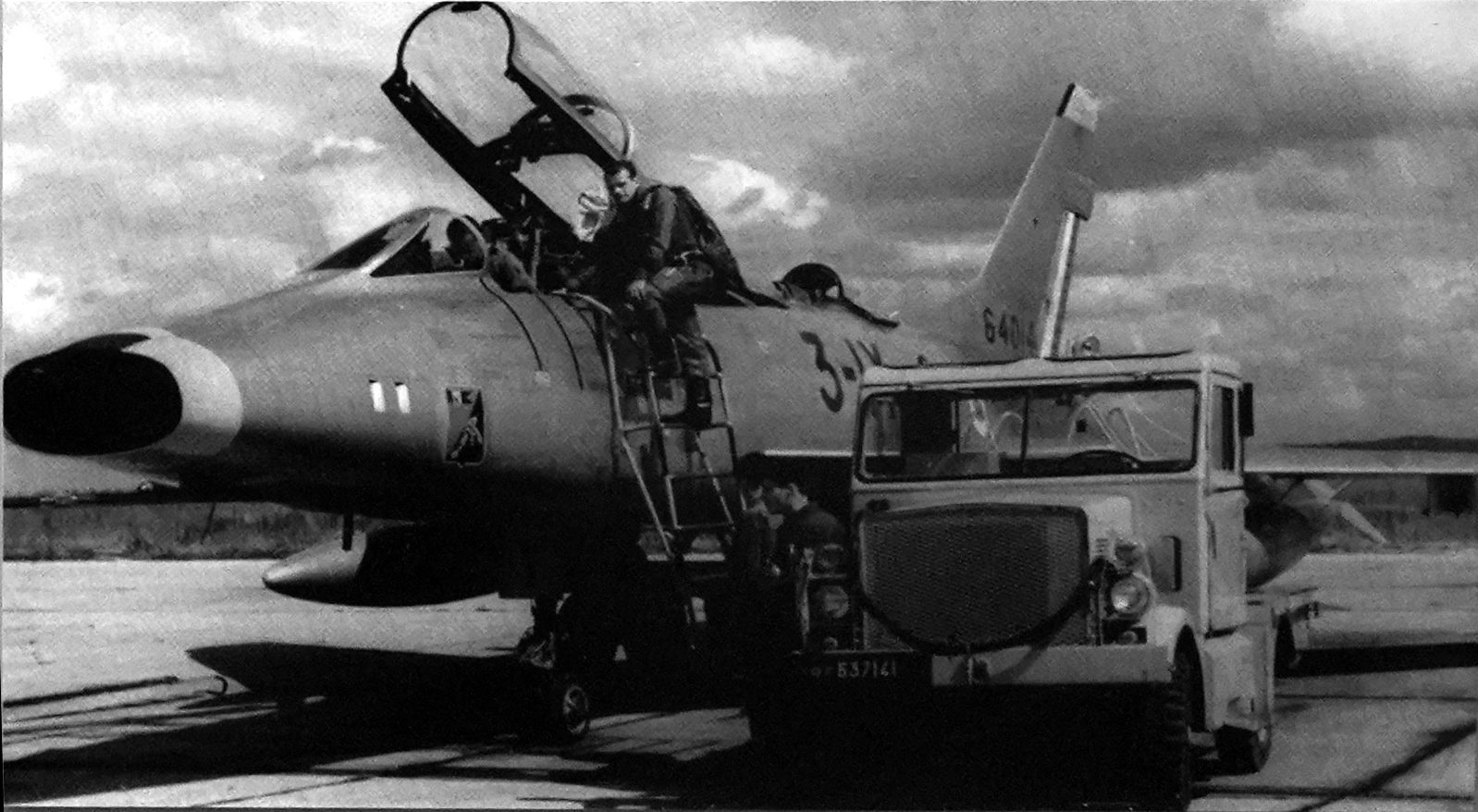
Un super sabre sur la BA 112.

- BA136 Friedrichshafen en mai 1947
- BA112 Reims (1950-1959)
- BA139 Lahr (1959-1967)
- BA133 Nancy-Ochey (depuis 1967)

## Appareils

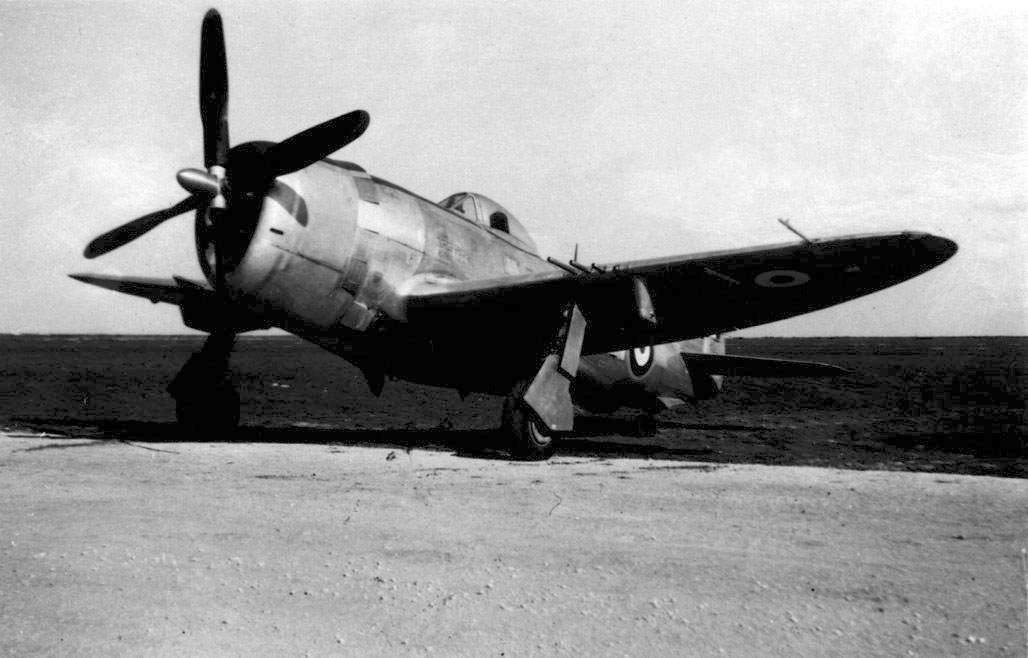
P-47D du 3/3 Ardennes

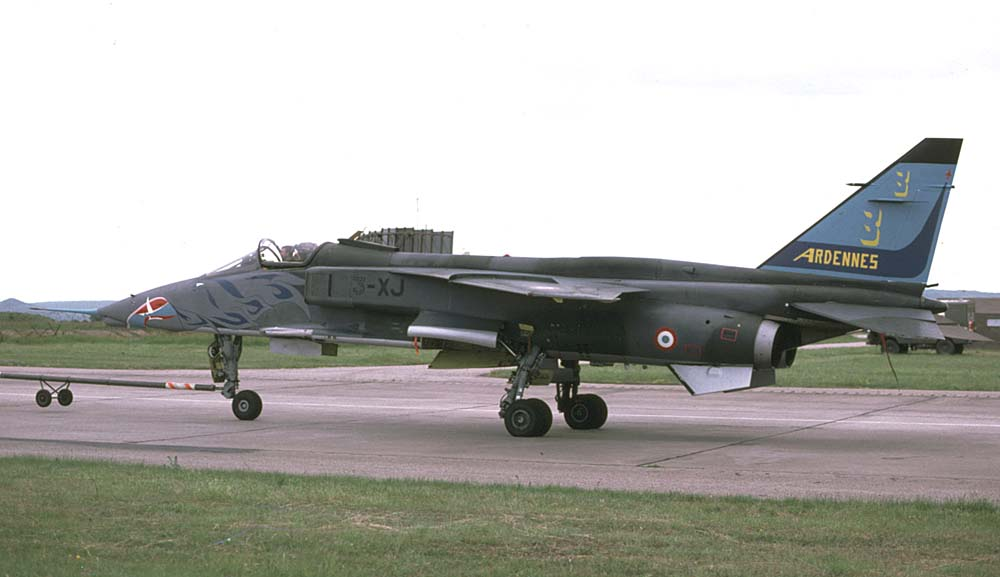
Jaguar du 3/3 Ardennes, l'un des trois escadrons de la 3e EC.

- Bell P-39N/Q Airacobra (01/01/1944 à octobre 1944)
- Republic P-47 Thunderbolt (12/10/1944 à juillet 1948)
- Supermarine Spitfire Mk.IX (juin 1948 à avril 1950)
- De Havilland Vampire (octobre 1950 au 29 mars 1951)
- Republic F-84E/G Thunderjet (17 mai 1951 à 1956)
- Republic F-84F Thunderstreak (04/11/1955 à 1959)
- SIPA S.111 (01/04/1956 au 30/06/1957)
- T-6G (01/07/1956 au 01/08/1961)
- F-100D Super Sabre (janvier 1959 à janvier 1966)
- Dassault Mirage IIIE (29/07/1965 au 11/05/1994)
- Dassault Mirage 5F (01/01/1974 à mai 1977)
- SEPECAT Jaguar (avril 1977 au 1er juin 1987)
- Dassault Mirage 2000N (30/08/1994 à août 1998)
- Dassault Mirage 2000D (depuis le 29/03/1994)